# ميغيل فيلوسو

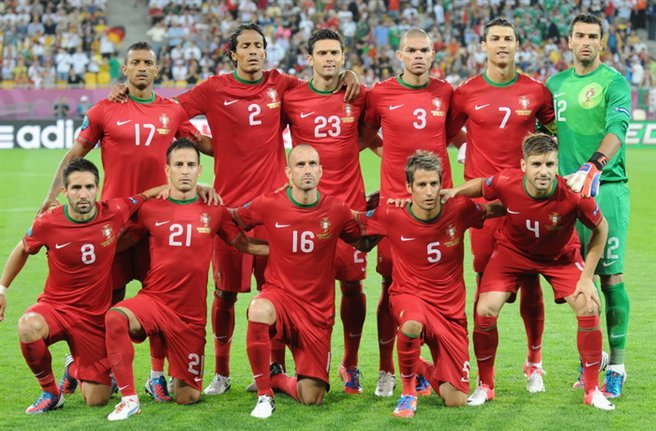
فيلوسو مع منتخب البرتغال في يورو 2012 (أسفل يمين الصورة وهو جالس وأمام الحارس).

ميغيل لويس بينتو فيلوسو واختصارا ميغيل فيلوسو (بالبرتغالية: Miguel Veloso) من مواليد 11 مايو 1986 في قلمرية في البرتغال، لاعب كرة قدم برتغالي.
.
بدأ باللعب مع منتخب البرتغال لكرة القدم في عام 2007.

هو ابن الاعب البرتغالي السابق أنتونيو فيلوسو.

## المسيرة الكروية
| الفترة    | الفريق                | الدولة   |
| --------- | --------------------- | -------- |
| 2004-2005 | سبورتينغ لشبونة       | البرتغال |
| 2005-2006 | أوليفايس إي موسكافايد | البرتغال |
| 2006-2010 | سبورتينغ لشبونة       | البرتغال |
| 2010-2012 | نادي جنوة             | إيطاليا  |
| 2012-الأن | نادي دينامو كييف      | أوكرانيا |

## الجوائز
| السنة      | اللقب                                  | الفريق أو المنتخب     | الدولة   |
| ---------- | -------------------------------------- | --------------------- | -------- |
| 2003       | فائز ببطولة أوروبا تحت 17 سنة.         | البرتغال تحت 17 سنة   | البرتغال |
| 2007 و2008 | فائز بكأس البرتغال.                    | سبورتينغ لشبونة       | البرتغال |
| 2007 و2008 | فائز بكأس السوبر البرتغالي لكرة القدم. | سبورتينغ لشبونة       | البرتغال |
| 2006       | بالدوري البرتغالي الدرجة الثانية.      | أوليفايس إي موسكافايد | البرتغال |
| 2008 و2009 | فائز بكأس الدوري البرتغالي لكرة القدم. | سبورتينغ لشبونة       | البرتغال |

## روابط خارجية
- ميغيل فيلوسو على موقع الاتحاد الدولي (مؤرشف)  (الإنجليزية)
- ميغيل فيلوسو على موقع الاتحاد الأوربي (الإنجليزية)
- ميغيل فيلوسو على موقع اتحاد أوكرانيا (الإنجليزية)
- ميغيل فيلوسو على موقع قاعدة بيانات كرة القدم.إي يو (الإنجليزية)
- ميغيل فيلوسو على موقع ليكيب (الفرنسية)
- ميغيل فيلوسو على موقع ناشيونال فوتبول تيمز (الإنجليزية)
- ميغيل فيلوسو على موقع Soccerbase.com (لاعب) (الإنجليزية)
- ميغيل فيلوسو على موقع Soccerway.com (الإنجليزية)
- ميغيل فيلوسو على موقع عالم كرة القدم.نت (الإنجليزية)
- ميغيل فيلوسو على موقع كووورة